# Ein Tag, der nie zu Ende geht
Ein Tag, der nie zu Ende geht ist ein deutscher Spielfilm aus dem Jahr 1959 unter der Regie von Franz Peter Wirth. Die Hauptrollen sind mit Ruth Leuwerik, Hansjörg Felmy und Hannes Messemer besetzt.

## Handlung
Die Republik Irland, in der Maureen Backett mit ihrem kleinen Sohn Oliver lebt, war während des Zweiten Weltkrieges ein neutrales Land. Ihre Begegnung mit dem deutschen U-Boot-Kapitän Wissmann an diesem 17. September 1943 bringt ihr bisheriges Leben gehörig durcheinander. Maureen nimmt Robert Wissmann mit ihrem kleinen Pferdegespann mit in die Stadt. Als sie ihr Ziel erreicht haben, bedankt sich der wortkarge Mann höflich, erkundigt sich noch, wann ein Bus zurück zur Küste fahre und verabschiedet sich. Als Maureen, die einen kleinen Lebensmittelladen in Galway betreibt, ihr Geschäft betritt, ist Bill Robson, ein amerikanischer Pilot, mal wieder zu Besuch. Er besucht die junge schöne Frau häufig. Bill war der beste Freund ihres von den Deutschen abgeschossenen Mannes Mike, eines Bomberpiloten der United States Air Force.
Robert versucht inzwischen, sich in einer Pfandleihe Geld zu beschaffen. Er gibt sich dort als Schweizer Robert Fueggli aus. Nachdem die Frau des Pfandleihers Mackintosh sich für ihn einsetzt, bekommt er von Mr. Mackintosh 5 Pfund für seine Schweizer Uhr. Robert ruft sodann in der Deutschen Gesandtschaft an, wo ihm die Nummer eines Tom Limrick gegeben wird, mit dem er sich in Verbindung setzen soll. Als Robert am Laden von Maureen vorbeikommt, geht ein von Oliver geschossener Ball vorbei und landet im Geschäft. Robert nimmt die Schuld auf sich. Später erfährt er von Bill Robson, dass Maureens Mann von den Deutschen abgeschossen worden ist. Roberts Angabe, er interessiere sich für Vollblutpferde, wird zum Bumerang, als Maureen ihn bittet, ein Pferd für sie zu testen. Schon beim ersten Versuch stürzt er hinunter und verletzt sich an der Schulter. Als Maureen diese anschauen will, sieht sie seine Erkennungsmarke. Sie weiß nun, dass er Deutscher ist. Die Zuneigung, die sie von Anfang an für ihn spürte, hindert sie daran, ihn zu verraten. Auf seine Bitte hin, hilft sie ihm sogar weiterhin. Als Maureen, Robert und Bill einen Film im Kino schauen, werden in der Wochenschau Aufnahmen von Robert eingeblendet, er wird für besondere Verdienste geehrt. Trotz des Vollbartes, den er damals trug, erkennt Bill den Kapitänleutnant sofort. Im Kino sind auch die Mackintoshs, auch Mr. Mackintosh meint, Robert Fueggli in Robert erkannt zu haben, wird aber von seiner Frau davon abgebracht.
Bill weiß nicht, wie er sich nun verhalten soll, er geht in McGlades Bar und meldet ein Gespräch nach Dublin an. Maureen folgt ihm mit Robert. Gerade als er in einem Nebenraum mit Belfast telefoniert, wo seine Staffel liegt, kommt Maureen hinzu. Sie unterbindet das Gespräch. Damit Polizeiinspektor O’Brien, der ebenfalls in der Bar ist und schon seit langer Zeit um Maureen wirbt, nicht aufmerksam wird und Robert unauffällig gehen kann, bittet sie den Inspektor, mit ihr einen irischen Volkstanz zu tanzen. Sie kann Robert noch zuflüstern, dass Bob ihn nicht verraten habe. Robert, der sich kaum von Maureens Anblick losreißen kann, verlässt die Bar und Maureen folgt ihm etwas später. Sie fährt ihn mit ihrem Pferdegespann zur Küste, wo Robert sich mit zwei Kameraden vom U-Boot besprechen will. Als Maureen und Robert unterwegs in eine Polizeikontrolle geraten, küsst sie ihn, um ein Liebespaar vorzutäuschen. Da man Maureen gut kennt, wird auch Robert nicht kontrolliert. Auf der Rückfahrt nähern sich beide weiter an. Robert meint, dass er gestern noch gar nicht gewusst habe, dass es sie überhaupt gibt. Maureen fragt, was morgen sei und was sei, wenn der Tag zu Ende sei. „Er geht nicht zu Ende“, erwidert Robert. „Wie schön du lügen kannst“, meint Maureen mit Tränen in den Augen. Robert schließt sie zärtlich in die Arme.
Mr. Mackintosh hat dem Polizeiinspektor inzwischen seinen Verdacht mitgeteilt, obwohl seine Frau ihn mit allen Mitteln davon abhalten wollte. Erst als O’Brien die Morgenmeldung liest, in der über den nächtlichen Vorfall mit Maureen berichtet wird, schöpft er Verdacht. Er hält Maureen alles vor, was in den vergangenen Stunden passiert ist. Maureen meint, dass der Schweizer heute Nacht nach Dublin weitergefahren sei. O’Brien will daraufhin ihr Haus durchsuchen lassen. Er sagt ihr auch, dass er bisher bei Bill Robson, von dem er wisse, dass er ein amerikanischer Flieger sei und deshalb gar nicht im Land sein dürfe, beide Augen zugedrückt habe, aber jetzt werde er sich auch Bob schnappen.
Maureens verzweifelte Versuche, Robert davon zu überzeugen, nicht aufs U-Boot zurückzukehren, haben keinen Erfolg bei dem pflichtbewussten Mann, er steht zu seiner Verantwortung für seine Kameraden auf See. Um ihn zu schützen, greift Maureen zum Mittel des Verrats. Robert wäre dann bis Kriegsende in Irland interniert und sei danach frei, wie sie von O’Brien in Erfahrung bringt. Die beiden Männer haben jedoch das Maureen bekannte Versteck verlassen, so dass eine Aktion der Polizei ins Leere läuft. Die junge Frau findet keine Ruhe, sie muss noch einmal zur Küste, um Robert zu sehen und sich zu erklären. Sie weiß nicht, dass man Roberts Boot schon im Visier hat, es soll in den frühen Morgenstunden zusammen mit dem Versorgungsboot vernichtet werden. Maureen ruft nach Robert, er antwortet und sie umarmen sich ein letztes Mal. Gegenseitig machen sie sich Mut und flüstern sich beschwörend zu, dass der Krieg ja nicht mehr lange dauern könne. Dann muss Robert endgültig gehen. Maureen bleibt mit leerem Blick verloren am Strand zurück.

## Produktionsnotizen
Der Film wurde von der Produktionsfirma KG DIVINA-FILM GmbH & Co. hergestellt. Die Firma gehörte Ilse Kubaschewski, die zugleich Inhaberin des Erstverleihs Gloria-Film GmbH & Co. Filmverleih KG war.
Die Außenaufnahmen entstanden in Irland, die Atelieraufnahmen in den Bavaria-Film-Studios in München-Geiselgasteig. Für die Filmbauten war Robert Herlth verantwortlich. Der englische Titel lautet The Day That Will Never End.
Lied im Film: Cowboy-Hillbilly, Text: Willy Dehmel, Musik: Franz Grothe.
Die Uraufführung des Films fand am 22. Dezember 1959 im Gloria-Palast in München statt.

## Kritik
Das Lexikon des internationalen Films meinte: „Ein im neutralen Irland notgelandeter deutscher U-Boot-Kapitän findet im Jahr 1943 Menschlichkeit bei einem feindlichen Flieger und Zuneigung einer Frau. Die dadurch bewirkten Konflikte passen sich der Unterhaltungsabsicht milde, überwiegend aber auch langweilend an.“
Der Spiegel urteilte: „Das Ganze wird von ‚Helden‘-Regisseur Franz Peter Wirth mit einer auch für hiesige Verhältnisse ungewöhnlichen Fadheit dargeboten. Fürs irische Lokalkolorit sorgen vornehmlich die roten Haare einer Komparsin.“
Die Fernsehzeitschrift prisma befand: „Diese frühe Regiearbeit von Franz Peter Wirth (1919–1999, ‚Operation Walküre‘, ‚Wallenstein‘) ist ein recht aufgesetztes Melodram über eine Episode im Zweiten Weltkrieg, in der menschliche Gefühle für ein paar Stunden Hass und Feindschaft vergessen lassen. Klasse sind allerdings der spätere ‚Tatort‘-Kommissar Hansjörg Felmy und Ruth Leuwerik in der Rolle des Liebespaares, das Grenzen überwindet.“
Die Süddeutsche Zeitung zog das Fazit: „Packendes Kriegs-Drama über die heftigsten Gefühle des Menschen: Liebe und Hass!“